# Umberto Contarello
Umberto Contarello, född 13 juli 1958 i Padua, Veneto, är en italiensk författare och manusförfattare.

## Filmografi i urval
- 1993 – Kära dagbok (roll)
- 1994 – Il toro (manus)
- 2008 – Il divo (roll)
- 2011 – This Must Be the Place (manus)
- 2013 – Den stora skönheten (manus)
- 2016 – The Young Pope (TV-serie) (manus)
- 2020 – The New Pope (TV-serie) (manus)
- 2021 – Parole (manus, regi och roll)